# レズッターノ
レズッターノ（イタリア語: Butera, シチリア語: Resuttanu）は、イタリア共和国シチリア州カルタニッセッタ県にある、人口約1,000人の基礎自治体（コムーネ）。

## 地理

### 位置・広がり

#### 隣接コムーネ
隣接するコムーネは以下の通り。括弧内のPAはパレルモ県所属を示す。
- アリメーナ (PA)
- ブルーフィ (PA)
- ボンピエトロ (PA)
- ペトラリーア・ソッターナ (PA)
- サンタ・カテリーナ・ヴィッラルモーザ